# Замульта
Замульта (рос. Замульта) — село Усть-Коксинського району, Республіка Алтай Росії. Входить до складу Верх-Уймонського сільського поселення.
Населення — 215 осіб (2015 рік).